# Dębno (clan)
Dębno (ook: Sędowojna) was een Poolse heraldische clan (ród herbowy) van middeleeuws Polen en later het Pools-Litouwse Gemenebest. De oorsprong van de clan is volgens de legende te herleiden naar de plundering van het klooster van Łysa Góra tijdens de Mongools-Tataarse invasie onder Batu Khan in 1243 en de Relikwieën van het Heilig Kruis die daarbij zijn gestolen, maar later zijn teruggebracht. De eerste afbeelding van het clanwapen is te herleiden naar een zegel van Jan Oleśnicki uit 1406. De eerste schriftelijke vermelding dateert uit 1413.
De historicus Tadeusz Gajl heeft 129 Poolse Dębno clanfamilies geïdentificeerd.

## Telgen
De clan bracht de volgende bekende telgen voort:
- Oleśnicki
  - Zbigniew Oleśnicki, kardinaal
  - Zbigniew Oleśnicki, aartsbisschop
  - Dobiesław Oleśnicki, politicus, Woiwode
- Jakub van Sienno, aartsbisschop

## Variaties op het wapen van Herburt

Wapen van Agryppa
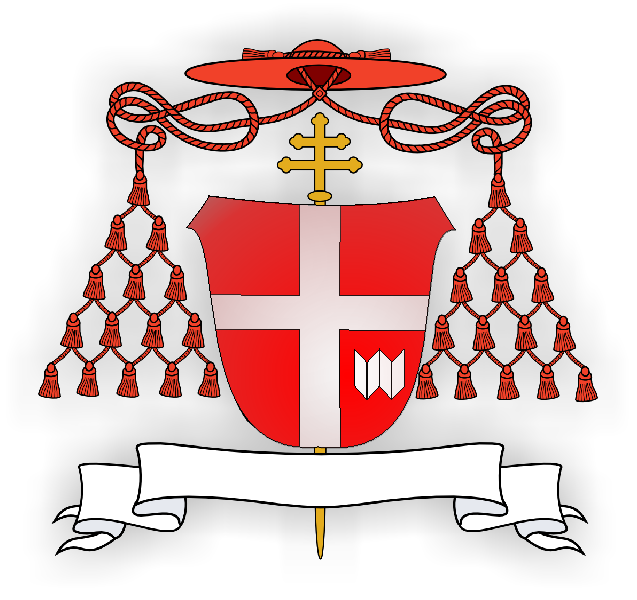
Wapen van Zbigniew Oleśnicki

## Galerij

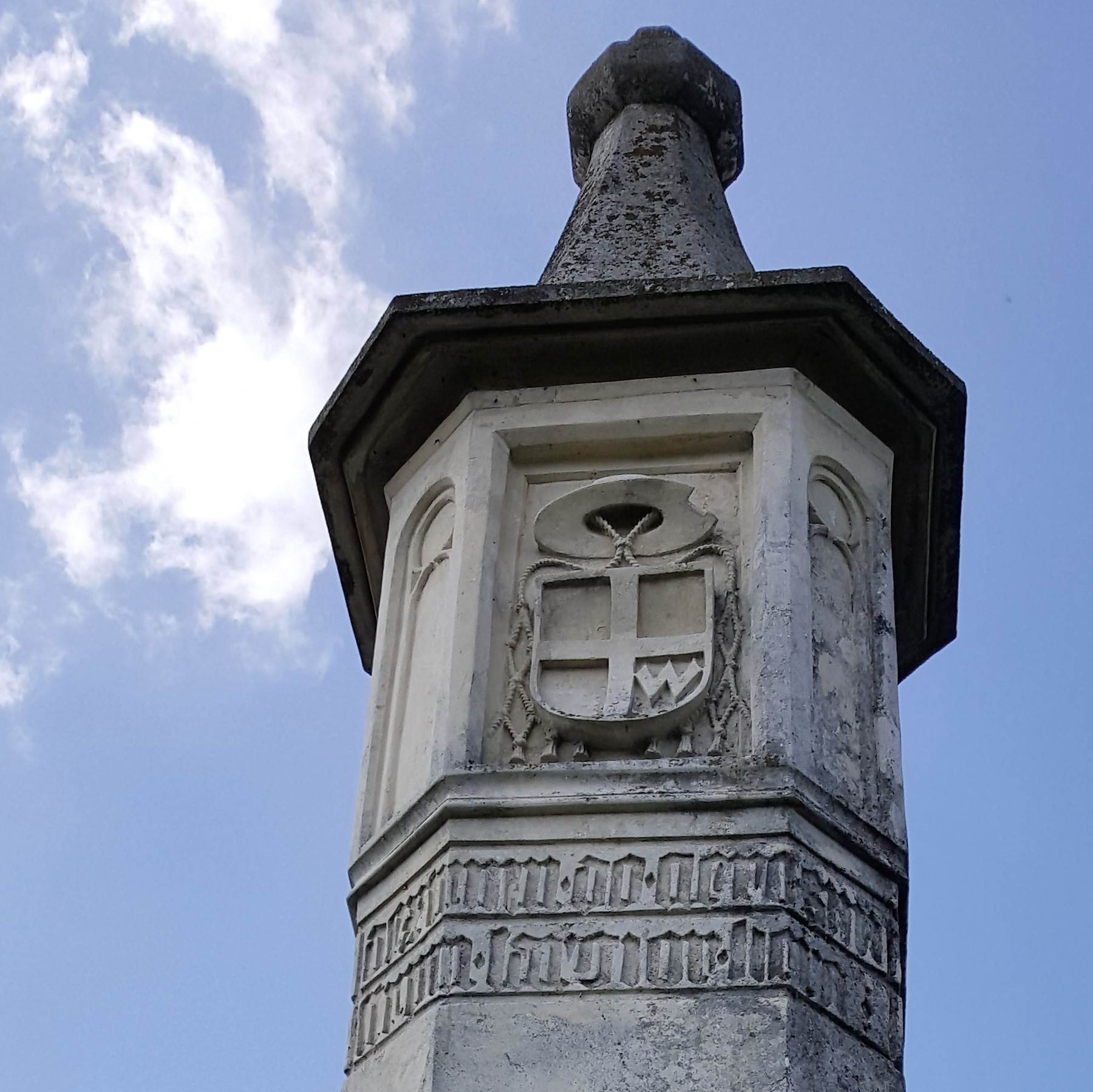
Grenspaal van Biskupice Radłowskie
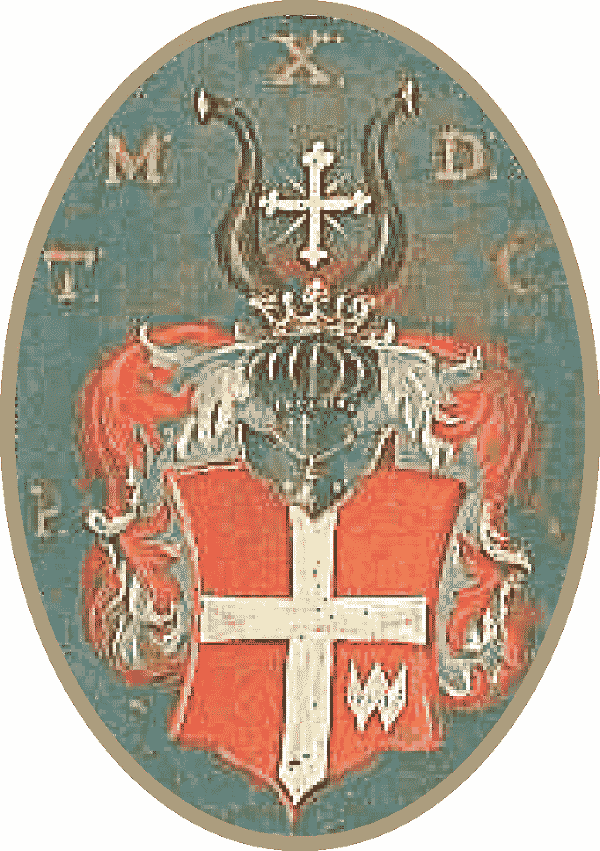
Wapen van Dębno uit een document van 1848
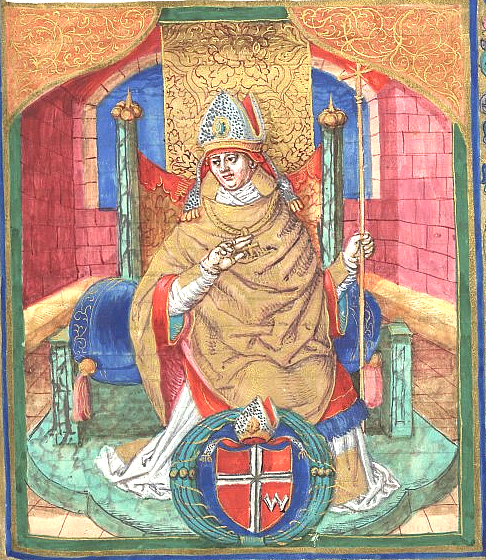
Aartsbisschop Jakub van Sienno